# Pasar (Tapak Tuan)
Pasar is een bestuurslaag in het regentschap Aceh Selatan van de provincie Atjeh, Indonesië. Pasar telt 1478 inwoners (volkstelling 2010).